# Тулін Борис Леонідович
Борис Леонідович Тулін (нар. 22 серпня 1938, помер у 2014 році Київ) — український графік; член Спілки радянських художників України з 1966 року. Заслужений діяч мистецтв УРСР з 1985 року, народний художник України з 1998 року.

## Біографія
Народився 22 серпня 1938 року в місті Києві (нині Україна). Смерть 2014 рік. Упродовж 1957—1963 років навчався в Українському поліграфічному інституті імені Івана Федорова у Львові. Його педагогами були Василь Фворостецький, Михайло Іванов..

## Творчість
Працює в галузі книжкової та станкової графіки. Серед робіт:
художнє оформлення видань
- «Український календар на 1967 рік» (1965);
- «Пам'ятки світової естетичної думки» (1965, офорт);
- «Солов'їна Україна» (1965);
- альбом «Київ» (1966);
- ювілейне видання «Маніфесту комуністичної партії» (1966);
- путівник «Львів» (1967);
- збірка «Український інститут птахівництва» (1967);
- твори Вільяма Шекспіра (1967);
- збірка «Поезія» (1969—1971).

серії
- «З історії Болгарії» (1968—1970):
  - «Велике Тирново» (1968, акварель, монотипія);
  - «Болгари» (1970, акварель, монотипія);
- «Сни у місячну ніч»;
- «Історія Києва» (1982—2001);
- «Від ідолів до ідолів» (1989).

Бере участь у республіканських виставках з 1966 року, всесоюзних та зарубіжних — з 1967 року.